# 全球黯化

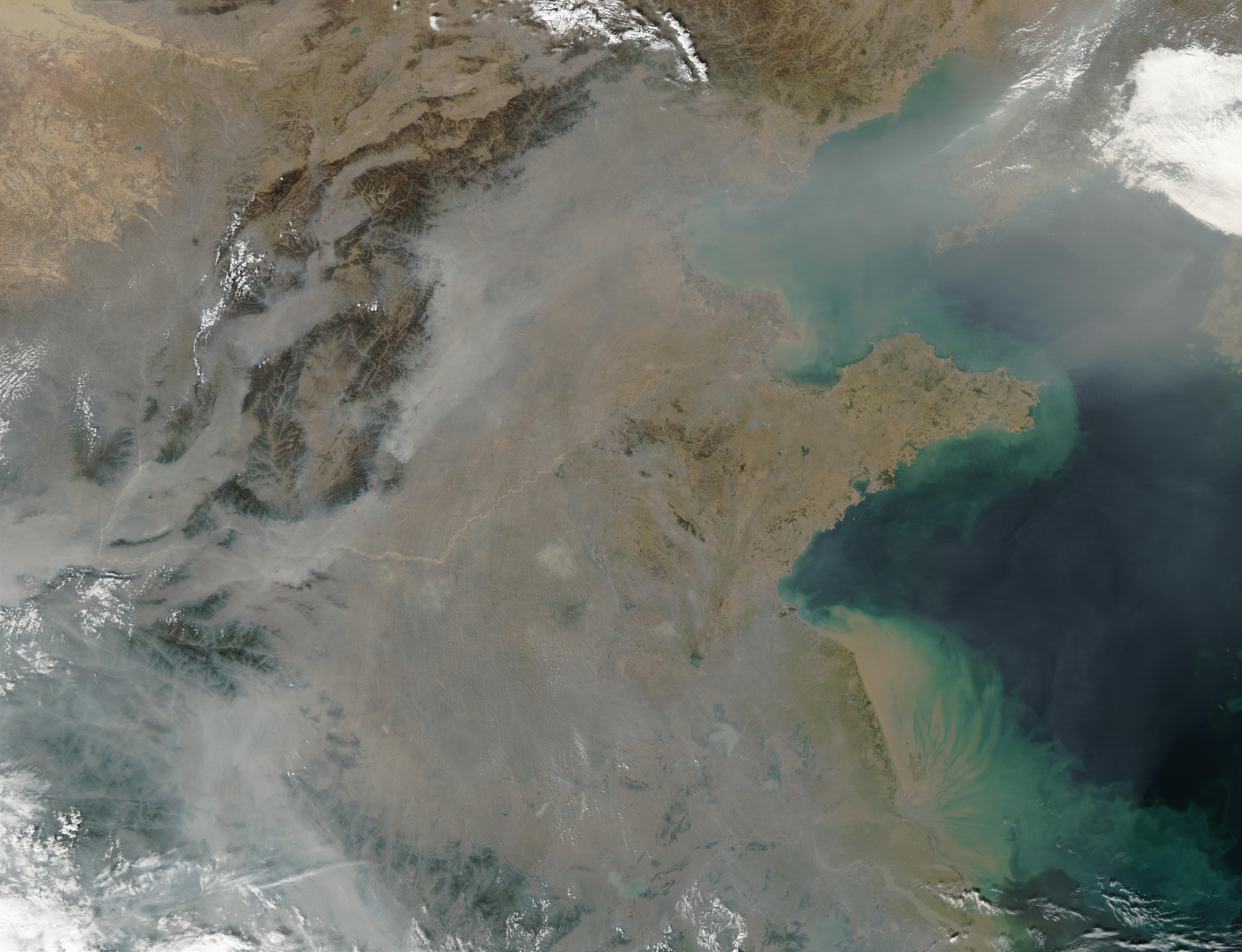
华东上空观测到的大量的燃烧火点（图中红点）以及到处弥漫的浓烟和灰霾（图中灰色区域）。全球黯化被认为和烟雾，空气污染和其他大气内的颗粒物有关。照片是用NASA的阿卡卫星上的MODIS拍摄。

全球黯化是指自20世纪50年代以来开展全球系统观测后发现的地球表面接受的直接太阳辐射逐年减少的现象。这个现象虽然会因地点而异，但就全球平均而言，自1960年到1990年的30年间，接收到的直接太阳辐射已经减少了4%。但是在去除1991年的皮纳图博火山喷发造成的异常后，观测到的全球的总趋势又变成是有很小的增加。全球黯化被认为是因为人类活动造成的大气中悬浮颗粒物（比如硫酸盐气溶胶）的增加造成的。全球黯化已经通过减少地表蒸发而干扰到了全球水循环。在一些地区，降水可能也是因此减少。全球黯化效应可能造成了全球变冷效应，从而部分的抵销了一些温室气体造成的全球变暖效应。通过地球工程学的一些手段来精细的操纵这种黯化效应被认为是一条可以减少全球变暖影响的途径。

## 原因和影响
全球黯化被认为是因为人类活动造成的大气中悬浮颗粒物的增加造成的。大气中的颗粒物可以吸收太阳能量，也可以将阳光反射回太空。这些颗粒物也可以作为凝结核促成云滴的形成。云中的水滴可以与这些颗粒物碰并。污染的增长造成更多的颗粒物，从而催生云中产生更多的小水滴（也就是说，同量的水被分成更多的液滴）。这些更小的水滴使得云的反射率增加，造成更多的阳光被反射回太空，地面能接收的太阳辐射就变得更少了。在模式中，这些更小的水滴使得降雨减少。
云可以拦截太阳对地球的传热，以及地球向外的热辐射。他们造成的影响非常复杂，随着时间、地点、高度的不同而变化。通常在白天是以拦截入射的阳光为主，造成冷却的效果；而到了晚上就主要阻挡地球向外辐射热量，减少地球的热量流失。

## 科学研究
20世纪60年代晚期，麦克海尔·伊万诺维奇·布迪科使用一个简单的二维能量平衡气候模式研究冰的反射率。他发现“冰-反照率”反馈在地球气候系统中产生了一个正反馈循环。冰雪越多，被其反射回太空中的太阳辐射就越多，从而使得地球变得越冷，进而又产生更多的冰雪。其他的研究也发现空气污染或火山喷发可能会引发一个冰期的开始。
20世纪80年代中期，苏黎世联邦理工学院的一个地理学研究者大村纂发现到达地球表面的太阳辐射在过去的30年里已经减少了超过10%。他的发现显得与全球变暖的趋势（自70年代全球平均温度已经在升高）相冲突。因为到达地球表面的阳光越少，地球应该越冷才对。大村在1989年发表了他的发现“全球辐射在欧洲的长期变化”。随后，其他研究者也陆续发现相似现象。比如Viivi Russak在1990年的“爱沙尼亚近几十年来的太阳辐射、云量、大气透明度的趋势”，和Beate Liepert在1994年的“德国的太阳辐射——观测到的趋势以及造成原因的估计”。在苏联也观测到黯化现象。格里·斯塔希尔（Gerry Stanhill）在好几篇论文中（参见参考资料）研究了世界范围内的黯化现象，并且确定了“全球变暗（global dimming）”这个术语。
20世纪80年代晚期在以色列和荷兰的独立研究显示，尽管各地的迹象都表明全球气候正在变热，但阳光总量却是在明显减少。黯化的速率在各地有所不同，但平均值大概为每十年减少2-3%。这个趋势从90年代早期开始有所逆转。由于很难精确的标定观测使用的仪器，再加上空间覆盖度不够，使得很难得到精确的黯化速率的全球观测。但是黯化的现象无可否认。
这个（2～3%）效果仅仅是因为大气内部的变化。这段时期到达地球大气最外层的太阳辐射变化要比这小得多。

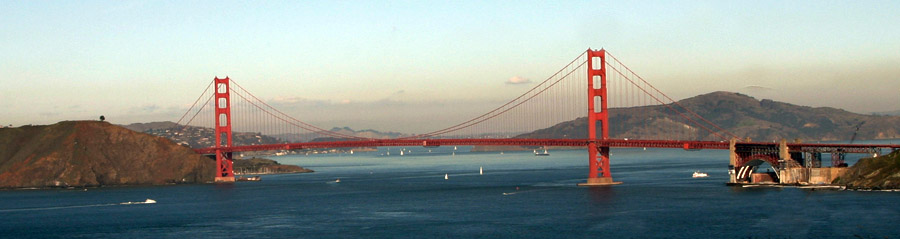
位于金门大桥的烟雾。烟雾是引起全球变暗的可能因素之一。

全球变暗效应因地点不同会变化很大，但是在陆地表面的平均效应有以下一些估计：
- 在1958～1985年间为5.3%（大约为9W/m²）（Stanhill and Moreshet，1992）[12]
- 在1964～1993年间为每十年减少2%（Gilgen et al.，1998）[15]
- 2000年前为每十年2.7%（总计是20W/m²）（Stanhill and Cohen，2001）[16]
- 在1961～1990年间为4%（Liepert 2002）[17]

要注意的是，以上数字是陆地表面的估计，并不包括水面，所以不是全球平均值。虽然曾在马尔代夫群岛附近的印度洋海域做过专门的实验，但海洋上空到底是在变暗还是变亮仍然不是很清楚。区域性效应主要但不是完全地由陆地面积来决定，区域性的大气环流也会有所影响。魏尔德（Wild）等人在2009年发表的一篇综述文章发现变暗或变亮随时间和地点变化很大。2000年以后在欧洲、美国和韩国的许多站点显示正在变亮。在20世纪90年代，1991年皮纳图博火山喷发的影响逐年逐渐减退，直到2000年的完全消失，南极地区的许多地方在这期间都观测到逐渐的变亮。日本的很多地方也观测到逐渐变亮的趋势。中国在90年代的稳定期后，开始显示重新变暗的趋势。总体而言，目前的数据表明，自2000年以后有很多地方仍然在继续变亮，但已经没有20世纪90年代那么显著了。更多的区域是没有变化或亮化速率降低。因此，就全球而言，相比起前几十年，2000年以后温室气体引起的变暖较少被地表太阳辐射变动调整。最大的减少是在北半球的中纬度地区。 相比起紫外波段来，可见光和红外波段的太阳辐射受影响要大得多。

## 蒸发器数据
在最近50年左右，蒸发量的观测一直在被小心的进行。但很多年来，没有人仔细的关注过蒸发器的测量结果。到了20世纪90年代，欧洲，以色列和北美的一些科学家发现了一些在当时被认为是很奇怪的一些现象：因为全球变暖而被认为应该增加的蒸发速率在实际观测中却显示了减少的趋势。在中国的相近时期，也观测到相同的趋势。太阳辐射的减少被认为是该现象的内因。然而，中国与世界上其他地方不同，在当地太阳辐射的减少并不总是伴随着云量和降水量的增加。气溶胶被认为可能对中国地区太阳辐射的减少起了重要作用。
纪录片《地平线》的制片人大卫·辛格顿相信，许多科学家认为蒸发器数据是全球变暗的最可信的证据。蒸发实验很容易通过低费用的装置来实行。世界各地为了农业都有蒸发器测量，在有些地方甚至有长达将近半世纪的测量。但是蒸发量除了受太阳辐射影响外还与其他一些因素有关。其中两个主要的因素是风速和水汽压差。环境温度反而是一个可忽略的因素。蒸发器测量可以和辐射计测量的数据相互印证，还可以弥补日射强度计测量的遗漏。经过对相关因素调整后的蒸发器数据可以和气候模拟的结果相比较。

## 可能的原因

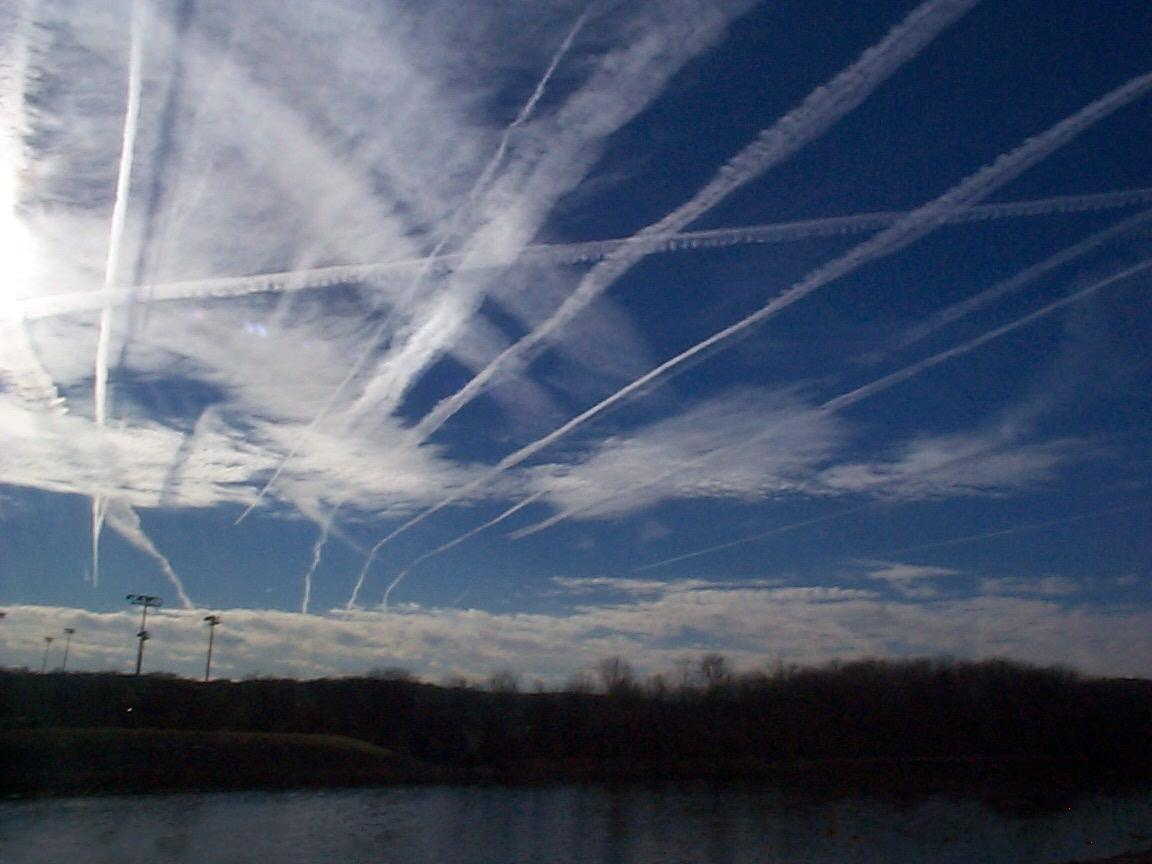
云和飞机的凝结尾（NASA图片）。911事件之后，北美上空因为禁飞而使得飞机凝结尾短暂的消失。这段时期里日大气温度变化范围的增加可以说是经验证明了这层因航空而来的薄薄的冰云对地球的影响。

化石燃料（比如柴油和）和树木的不完全燃烧会排放黑碳颗粒物到空中。虽然黑碳（大部分是以碳黑的形式存在）在地表空气污染物中只占很小比例，但是它对大概2（1.2英里）左右高度的大气有很显著的加热效应。它还会因为吸收太阳辐射而使得海洋表面变暗。
20世纪90年代在马尔代夫的实验（通过比较群岛南北的大气）表明从印度吹来的污染物会使得污染云团下的地面要少接受10%的阳光。
在该实验前所作的预测显示污染物中的颗粒物仅仅只会造成0.5～1%的阳光减少。颗粒物作为凝结核促成液滴乃至云的形成可能可以解释实验结果和预测间的差别。云可以很有效的将阳光反射回太空。
全球变暗的现象也可能造成区域性的影响。虽然地球大部分都在变暖，但主要污染源（尤其是二氧化硫污染排放源）的下风区通常都会变冷。这个可能能够解释为什么美国东部变冷而西部变暖。
然而，一些研究显示黑碳实际上是增加全球变暖，正成为CO2之后的第二大因素。研究者们认为碳黑可以吸收太阳的能量，然后将这些能量转移到其他区域，比如冰川正在消融的喜马拉雅山脉。碳黑也使得北极的冰面“变黑”，从而减少了冰面的反射率，增加了对太阳辐射的吸收。
有些研究者通过理论研究发现飞机凝结尾（也称水汽尾迹）与全球变暗有关联。在平时，因为天空上总有几乎定常量的空中交通，所以很难看到凝结尾的效应。在911事件后的三天里，几乎所有的民用航空被暂时关闭，这提供了一个难得的机会来观察凝结尾对美国气候的影响。在这段时间里，在美国一些地方观测到了日夜温差增大超过1 °C (1.8 °F)。飞机凝结尾有可能提升夜间气温和降低昼间气温，其程度远超过以前的估计。
空中漂浮的火山灰可以将太阳辐射反射回太空，因而使得地球降温。在大规模的火山喷发后（比如1963年巴里的阿贡火山喷发、1983年墨西哥的埃尔奇琼火山、1985年哥伦比亚的魯伊斯火山和1991年菲律宾的皮纳图博火山），都观测到了气温的跌落。但即使是大规模喷发，火山灰云也只能存在较短的时间。

## 最近的趋势逆转

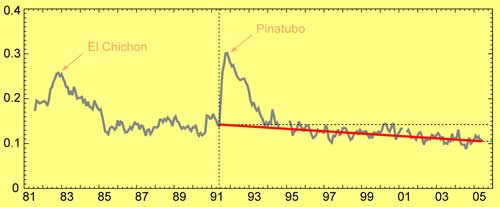
根据卫星测量，自1991年皮纳图博火山喷发后，阻隔阳光的气溶胶平均浓度（光学厚度）稳步下降（图中红线所示）。

魏尔德（Wild）等人报道，陆地表面观测显示，自1990年以来正在变亮。平克（Pinker）等人通过分析卫星观测发现，自1983年到2001年间海洋表面正在变亮而陆地表面仍然继续有非常轻微的变暗。如果分为两部分看，1992年前全球是是稍微的变暗趋势，自1992年后趋势显著逆转为变亮。2007年，一份由NASA资助的基于卫星观测的研究肯定了，到达地球表面的阳光在1990年前的几十年是在逐步减少，自1990年后趋势开始逆转。从这个从“全球变暗”到“变亮”的转换点开始，全球平均气溶胶浓度也开始下降。 
至少欧洲，这些改变是由于大气污染物的减少。大多数发达国家的政府已经采取措施减少排放到大气中的气溶胶，从而使得全球变暗的趋势减弱。
自从美国在1970年开始实施清洁空气法案和欧洲实行类似的政策以来，硫酸盐气溶胶已经显著的减少。清洁空气法案在1977年和1990年还得到加强。根据美国环保局统计，从1970年到2005年，美国的六个首要污染物（其中包括颗粒物）的总排放已经减少53%。在1975年，污染物对温室效应的抵消作用开始变得显著，自此也一直保持。
基线地表辐射观测网（BSRN）已经一直在收集地面观测资料。BSRN开始于20世纪90年代早期，并一直保持更新。最近的数据分析显示在过去十年里，地球表面已经变亮了4%。这个变亮的趋势也被包括卫星观测在内的其他观测所印证。

## 与全球水循环的关系

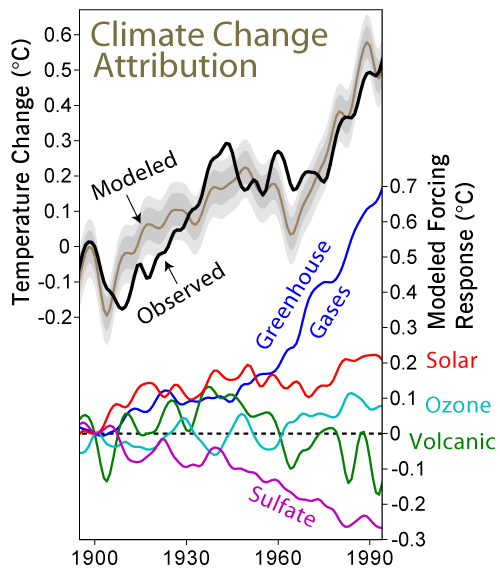
这幅图显示，一个由5个因子影响的气候模式与历史温度记录有一定程度的一致性。图中标为“硫酸盐”（sulfate）的为负值的因子是和气溶胶排放有关的，而气溶胶被认为是造成全球变暗的重要原因。

人类排放的大气污染物可能正在严重地影响着地球的水循环，造成降雨减少，导致淡水供应紧张。一份2001年的由斯克里普斯海洋研究所的科学家进行的研究表明，那些十分微小的碳黑颗粒以及其他颗粒物污染物对水循环有重要的影响。维拉布哈德兰·拉马纳森指出：“维持水循环的能量来自于阳光。当阳光加热海洋，水经过蒸发转入大气，然后又通过降雨回到海洋。因此，当气溶胶大量的消减了阳光时，他们也可能正在减慢地球的水循环。”
全球变暗可能也引起大规模的天气模式的变化。气候模式研究者推测，地表太阳辐射的减少可能导致撒哈拉以南非洲的季风在20世纪70到80年代间被破坏，造成饥荒（比如萨赫勒区干旱）。而这些最终可能是因为北半球的污染物冷却了大西洋。
因为这个原因，热带雨带可能无法向北扩展，从而造成一些地区的季节性降雨的缺失。这个理论在学术界还没有达成一致意见，而且很难被实验验证。然而2009年的一份关于中国的研究发现，虽然华东大部分地区的大气中含水量在1956～2005年间没有显著变化，但小雨的天数而明显减少。 此外，研究者还发现大气中水汽传播的区域与小雨频率并不一致。随后，研究者用数字模式模拟了气溶胶的效应，发现污染地区的大气中的水滴要比干净大气中的水滴最多可小50%。研究者认为过小的水滴妨碍了降雨云的形成以及那些对农业很重要的小雨的发生。这种效应不同于对太阳辐射的减少，但仍然是气溶胶的一种直接效应。
一份2001年的由斯克里普斯海洋研究所的科学家进行的研究表明，在地表的全球变暖和全球变暗之间的不平衡导致进入大气的湍流热通量减弱。这就意味着全球的蒸发乃至降水减少，世界变得较暗和更热，进而可能最终导致大气变得跟潮湿，雨水变得更少。
大尺度范围的变暗已经影响了2006年北半球飓风季节。一项NASA的研究发现撒哈拉沙漠6、7月的几次大的沙尘暴带着沙尘飘过大西洋，并且通过一些效应冷却海水，因而抑制了飓风的发展。

## 和全球变暖的关系
一些科学家现在认为全球变暗效应在一定程度上掩盖了全球变暖的效应，因此解决全球变暗有可能导致未来气温的上升。贝亚特·利佩特（Beate Liepert）认为，“我们生活在一个全球变暖和变暗的世界。现在我们正在消除全球变暗。因此我们最终将得到一个全球变暖的世界，它将要比我们以前认为的更糟，更热。”这个掩盖效应的大小已经成为影响研究未来气候变化，制定应对全球变暖政策的中心问题之一。
这两种有关影响气候的理论之间的相互作用已经被研究。全球變暖和全球变暗之间既不是相互排他，也不是相互对立。在2005年的一篇发表在美国地球物理协会的会刊《地球物理研究通讯》的文章中，一个由纽约的哥伦比亚大学应用物理和数学系的阿纳斯塔西娅·罗马诺（Anastasia Romanou）领导的研究小组发现原本相互反作用的全球变暖和全球变暗也可能同时发生。全球变暗与全球变暖之间的交互作用，是通过阻拦会引起蒸发的阳光和阻止颗粒物与水滴结合。水汽是一种主要的温室气体。反过来，全球变暗又被蒸发和降雨影响。降雨可以清除天空中的污染物。
根据加州斯克里普斯海洋研究所的大气化学家维拉布哈德兰·拉马纳森的研究，棕色云被认为可以增强全球变暖。“传统的想法是，通过所谓的全球变暗，棕色云已经掩盖了50%的由温室气体导致的全球变暖。……虽然就全球而言，这是对的，但这项研究的结果表明，在东亚和南亚，棕色云中的碳黑颗粒实际上使得温室气体造成的大气升温趋势增强了50%。”

## 可能用于减缓全球变暖
有些科学家已经建议，作为一项紧急地球工程措施使用气溶胶来抵消全球变暖的效应。在1974年麦克海尔·布迪科就建议，如果全球变暖变成一个问题，可以通过在平流层燃烧硫磺来制造一层烟霾，从而使得地球降温。行星反照率仅仅增加5%就足以将倍增CO2的效应减半。
最简单的办法可能算排放更多的硫酸盐。这些硫酸盐最终将消失在对流层（大气最低的一层）中。如果真这样做了，地球仍然将面临很多问题，比如：
- 使用硫酸盐可能引起诸多环境问题，比如酸雨[51]
- 使用碳煙会导致一些健康问题[51]
- 变暗会引起生态问题，比如蒸发和降雨模式的改变[51]
- 干旱和降雨的增加会对农业产生不良影响[51]
- 气溶胶在大气中的生命史较短

实际中被支持的方法是，播撒硫酸盐到更高层的大气（平流层）中。相比起在对流层中的几个星期的寿命，平流层中的气溶胶可以存在好几年。这因此可以相对减少（虽然最终还是很大量）需要排放的硫酸盐的量，从而使得副作用更少些。这就要求发展一套有效的方法来撒播大量的气体到平流层。很多这类方案已经被提出，只是还不知道它们是否有效和经济上可行。
在一篇博客文章中，加文·施密特指出“增加气溶胶来抵消全球变暖的主意已经被认为是‘魔鬼交易’，因为这意味着为了抵消目前大气中积累的温室气体的效应必须排放更多的污染物，进而增加财政和健康方面的花费。”